# Nettoprisindex
Nettoprisindex (NPI) är ett prisindex som visar de genomsnittliga prisförändringarna för den inhemska privata konsumtionen och som är rensat från de prispåverkande effekterna av förändrade indirekta skatter och olika subventioner, till skillnad från konsumentprisindex. Nettoprisindex är ett sätt att försöka mäta den underliggande inflationen.